# Poa spiciformis var. ibarii
Poa spiciformis var. ibarii là một phân loài cỏ trong họ hòa thảo, thuộc chi poa.